# Sinularia heterospiculata
Sinularia heterospiculata är en korallart som beskrevs av Verseveldt 1970. Sinularia heterospiculata ingår i släktet Sinularia och familjen läderkoraller. Inga underarter finns listade i Catalogue of Life.